# 보홀라노족
보홀라노족(Boholano people) 또는 볼아논(Bol-anon)이라고 부리는 사람들은 필리핀 보홀 주에 살고 있는 사람들을 가리킨다. 이들은 광의의 의미에서 필리피노 민족언어학적 집단을 구성하고 있는 비사야족 민족언어학적 집단의 일부이다.

## 언어
보홀라노어는 필리핀 보홀섬에서 말해지고 있는 비사야어의 변종인 세부아노어의 방언이다. 종종 별개의 언어라고 설명되기도 한다. 보홀라노어, 특히 중부 보홀에서 사용되는 방언은 몇몇의 음성 변화에 의해 다른 세부아노어 방언과 구분될 수 있다. 세부아노어의 /y/ 소리는 /j/가 된다. (세부아노어의 "iya"는 "ija"가 된다.) /k/ 소리는 종종 /h/가 된다. (세부아노어의 "ako"는 "aho"가 된다.) 두번째나 잇달은 음절에 오면 /l/ 소리는 종종 /w/가 된다. (세부아노어의 "kulang"는 "kuwang"가 된다.) 하지만 타그빌라란을 포함하여 보홀 해안 지역에서 사용되는 방언은 다른 세부아노 사용 지역과 거의 구분이 되지 않는다.

## 인구
2000년 인구조사에 따르면, 보홀의 인구는 1,137,268명이다.  어떤 이들은 또한 민다나오섬에 살고 있다. 인구의 다수는 기독교를 신봉하는데 대부분 로마 가톨릭교회다.

## 문화
보홀라노 족의 문화는 다른 필리핀인들의 문화와 별로 다를 바 없다. 섬 인구의 다수가 오스트로네시아인 또는 말레이폴리네시아인을 기반으로 하고 있기 때문이다. 에스카야족과 같은 토착 멜라네시아인들의 영향과 스페인 식민지로 인한 영향 그리고 멕시코 무역으로 인한 영향을 많이 받았다. 또한 중국이나 아시아 국가로부터의 영향도 받아왔다.

## 역사
보홀섬의 사람들은 필리핀에 정착인 핀타도스(pintados 타투를 한 사람들)라고 불리는 주민들의 최후의 후손이라고 일컬어진다. 보홀라노 족들은 이미 타그빌라란 시 만사사의 공예 부장품에서 증명된 그들 자신만의 문화가 있었다. 그들은 세부아노어와는 달라 보홀라노어는 세부아노에서 갈라진 언어로 간주된다.
보홀은 보올(Bo-ol)이라는 단어에서 유래되었다. 그 섬은 1565년 3월 16일, 시카투나 추장과 스페인 정복자 미겔 로페스 데 레가스피 사이에 오늘날 많은 필리핀인들에게 산두고(Sandugo)라고 알려진 피의 조약 연합을 통하여 최초의 국제적인 평화 조약과 동맹이 맺어진 장소였다.
보홀라노는 지방의 이름에서 유래된 것이다.

## 같이 보기
- 필리핀의 민족
- 보홀라노어